# Jeździectwo na Igrzyskach Panamerykańskich 2019
Jeździectwo na Igrzyskach Panamerykańskich 2019 odbywało się w dniach 27 lipca – 10 sierpnia 2019 roku w Escuela de Equitación del Ejército w Limie. Stu pięćdziesięciu zawodników obojga płci rywalizowało łącznie w sześciu konkurencjach, trzech indywidualnych i trzech drużynowych.

## Podsumowanie

### Klasyfikacja medalowa
| Klasyfikacja medalowa | Klasyfikacja medalowa | Klasyfikacja medalowa | Klasyfikacja medalowa | Klasyfikacja medalowa | Klasyfikacja medalowa |
| Miejsce               | państwo               | Złoto                 | Srebro                | Brąz                  | Razem                 |
| --------------------- | --------------------- | --------------------- | --------------------- | --------------------- | --------------------- |
| 1                     | Stany Zjednoczone     | 3                     | 2                     | 3                     | 8                     |
| 2                     | Brazylia              | 2                     | 1                     | 2                     | 5                     |
| 3                     | Kanada                | 1                     | 1                     | 1                     | 3                     |
| 4                     | Argentyna             | 0                     | 1                     | 0                     | 1                     |
| =                     | Meksyk                | 0                     | 1                     | 0                     | 1                     |
| Razem                 | Razem                 | 6                     | 6                     | 6                     | 18                    |

### Medaliści
| Konkurencja              | 1. miejsce | 2. miejsce | 3. miejsce |
| ------------------------ | --- | --- | --- |
| Ujeżdżenie indywidualnie | Sarah Lockman (First Apple) | Tina Irwin (Laurencio) | Jennifer Baumert (Handsome) |
| Ujeżdżenie drużynowe     | Kanada · Jill Irving (Degas 12) · Tina Irwin (Laurencio) · Lindsay Kellock (Floratina) · Naïma Moreira-Laliberté (Statesman)                    | Stany Zjednoczone · Nora Batchelder (Faro SQF) · Jennifer Baumert (Handsome) · Sarah Lockman (First Apple)                        | Brazylia · Leandro Aparecido da Silva (Dicaprio) · João Paulo dos Santos (Carthago Comando SN) · João Victor Marcari Oliva (Biso das Lezirias) · Pedro de Almeida (Aoleo) |
| WKKW indywidualnie       | Boyd Martin (Tsetserleg) | Lynn Symansky (RF Cool Play) | Carlos Parro (Quaikin Qurious) |
| WKKW drużynowe           | Stany Zjednoczone · Lynn Symansky (RF Cool Play) · Tamie Smith (Mai Baum) · Doug Payne (Starr Witness) · Boyd Martin (Tsetserleg)               | Brazylia · Ruy Fonseca (Ballypatrick SRS) · Rafael Losano (Fuiloda G) · Marcelo Tosi (Starbucks) · Carlos Parro (Quaikin Qurious) | Kanada · Karl Slezak (Fernhill Wishes) · Dana Cooke (Mississippi) · Colleen Loach (Golden Eye) · Jessica Phoenix (Pavarotti)                                              |
| Skoki indywidualnie      | Marlon Zanotelli (Sirene de la Motte) | José Maria Larocca (Finn Lente)                                                                                                   | Beezie Madden (Breitling LS) |
| Skoki drużynowe          | Brazylia · Marlon Zanotelli (Sirene de la Motte) · Eduardo Menezes (H5 Chaganus) · Rodrigo Lambre (Chacciama) · Pedro Veniss (Quabri de'l Isle) | Meksyk · Enrique Gonzalez (Chacna) · Eugenio Garza (Armani SL Z) · Lorenza O'Farrill (Queens Darling) · Patricio Pasquel (Babel)  | Stany Zjednoczone · Alex Granato (Carlchen W) · Lucy Deslauriers (Hester) · Eve Jobs (Venus d'Fees des Hazalles) · Beezie Madden (Breitling LS)                           |